# Пионерско движение
Под пионерско движение се разбира дейност на детска комунистическа организация, съществувала в бившите комунистически и социалистически страни. Членовете на тази организация се наричат пионери. Въпреки че и в някои капиталистически страни съществуват пионерски организации, те не са масови, не са контролирани от правителството, и не са свързани с конкретна политическа сила. Те са демократични и независими и изповядват марксистки идеали. 
Буквално, пионер означава пръв, първооткривател. Пионери са хората, които първи прокарват път в неизвестното, поставят основите на нещо ново – заселват нови земи, извършват открития в науката, техниката, литературата, изкуството. Явно се е търсела такава аналогия при даване името на комунистическата детска организация като пионерска. Ден на пионерите – 19 май.

## Пионерско движение в българските училища
Димитровската пионерска организация „Септемврийче“ (ДПО „Септемврийче“) е създадена през 1944 година. Децата преминават през няколко младежки комунистически организации: периода на чавдарче, последван от пионерче и най-накрая комсомолец. Чавдарчета са децата от I до III клас. Организацията носи името на Чавдар войвода, който според легендата е бил „крило за сиромаси“. Основните правила на поведение на чавдарчето са:
| „ | - Чавдарчето е весело дете – играе, пее, учи се, чете. - Малките чавдарчета са добри другарчета. - Чавдарчето е примерно в къщи и в клас, то помни: „Пионер ще стана аз!“. - Чавдарчето учтиво поздравява, то възрастните хора уважава. - Чавдарчето труда обича, на помощ първо се притича. - Чавдарчето родината свободна обича – като своя майка родна. | “ |

## Страни с пионерско движение
| - Албания - Белгия - България - Виетнам - ГДР - Египет - КНР - Република Конго - КНДР - Куба - Монголия - Норвегия - Полша - Румъния - Унгария - Чехословакия - Югославия | - Беларус - Венецуела - Виетнам - Кипър - Китай - Корея (Северна) - Куба - Молдова - Русия - Таджикистан - Финландия |

## Съпоставка със скаутството
Макар да има привидни прилики като детски организации, движението на скаутите и пионерското движение имат съществени разлики и е неправилно да бъдат отъждествявани.
| Скаути                                                | Пионери |
| ----------------------------------------------------- | --- |
| напълно и изцяло доброволна организация               | макар и формално доброволна, на практика всички млади хора са принудени поради различни обстоятелства да членуват в организацията |
| съществуват отделни организации за момичета и момчета | няма отделни организации за момичета и момчета                                                                                    |
| правителството няма контрол                           | изцяло под контрола на правителството                                                                                             |
| няма идеологическа насоченост                         | силна идеологическа насоченост |
| няма партийна принадлежност                           | изцяло подчинена на комунистическата партия                                                                                       |

## Други
На Пионерското двигение е наречена улица „Пионерска“ в квартал „Горубляне“ в София (Карта).